# Gruta do Manhengo
A Gruta do Manhengo também conhecida por Gruta da Moura, é uma gruta portuguesa localizada na freguesia de Santa Cruz da Graciosa, concelho de Santa Cruz da Graciosa, ilha Graciosa, arquipélago dos Açores.
Esta cavidade apresenta uma geomorfologia de origem vulcânica em forma de tubo de lava localizado em campo de lava. Apresenta um comprimento de 12 m por uma largura máxima de 2,7 m por uma altura também máxima de 1 m.
Este pequeno tubo de lava situado no início da Canada das Crivas, perto da  Igreja de Nossa Senhora da Vitória. Apresenta uma única entrada, que por se situar numa canada com trânsito de viaturas, está obstruída com pedras que tem de ser retiradas para se poder entrar. O interior encontra-se com muitos sedimentos, arrastados do exterior, que obstruíram a passagem no sentido do nascente e que também dificultam bastante a sua progressão para poente. Pelo que se sabe a membros da associação espeleológica “Os Montanheiros”, terão sido os primeiros a entrar por esta abertura.
Segundo Canto Moniz: “…há uma outra entrada, a pouca distancia de aquelle logar da boca da furna, de poucos annos obtruida, com as mesmas tradicções da primeira. Suppõe-se que o seu termo é debaixo do mar no sitio chamado Gruta do Manhengo, abaixo da egreja da Victoria; tudo isto porém, é inaveriguável…”.

## Fauna e flora
Na zona de entrada e no interior da gruta são observáveis as seguintes espécies:
Espécies de flora
- Holcus lanatus
- Lolium perenne
- Lotus angustissimus
- Poa annua
- Sonchus oleraceus